# Disciples III Renaissance
Disciples III: Renaissance è un gioco di strategia a turni. Il progetto è entrato in fase di realizzazione dall'estate del 2005, sebbene la casa Strategy First abbia poi cambiato lo sviluppatore da Game Factory Interactive  agli studi Akella .dat.
Il giocatore assume il comando di uno dei signori di Nevendaar. Questo nuovo episodio contiene tre razze giocabili: "L'Impero", "Le Legioni Demoniache" e "L'Alleanza Elfica", mentre le altre fazioni ("Le Orde dei Non Morti" e "I Clan dei Nani") costituiranno un'aggiunta nelle pianificate espansioni.
Disciples 3 usa il Virtual Game engine della casa Akella .dat.

## Distribuzione
Il gioco è diventato disponibile in Russia a partire dall'11 dicembre 2009, mentre la versione italiana è stata messa in commercio il 23 settembre 2010 da FX Interactive. Questo ha fatto sì che i bug presenti nella prima edizione fossero adeguatamente risolti. In particolare, eventuali e ulteriori aggiornamenti del gioco vengono installati automaticamente se, al momento del lancio, il PC è connesso a Internet.

## Storia
Le vicende di Disciples III: Reinassance riprendono il filo degli eventi con cui si conclude l'espansione del secondo capitolo (Disciples II: Rise of the Elves). Le regioni a nord dell'Impero non riescono a frenare l'avanzata delle truppe dell'Alleanza Elfica, ma proprio quando la fine appare imminente, si verifica esattamente ciò che era stato previsto dalle antiche profezie: la caduta di una stella, segno della venuta a Nevendaar di un messaggero dell'Onnipotente.
È in questa cornice che si inseriscono le campagne di Disciples III: Renaissance.

## Personaggi Principali
- Inoel: Messaggera divina inviata dall'Onnipotente per compiere la sua volontà. Le antiche profezie preannunciavano la sua venuta, ma non dicono alcunché sul suo destino.
- Lambert: Capitano della Guardia Imperiale, ha abbandonato il suo castello per servire l'Impero. Verrà incaricato di ritrovare l'angelo e di scortarlo dall'imperatore.
- Haarhus: Servo di Bethrezen. Fedele e spietato, non esita a soddisfare ogni volontà del suo signore, almeno sino a quando i dubbi non si insinuano nella sua mente.
- Arion: Guardiano dei Sentieri, non esita a rispondere alla chiamata del Grande Druido e a recarsi nel suo bosco con una modesta pattuglia di soldati.

## Cambiamenti
In Disciples III: Renaissance sono stati apportati alcuni cambiamenti.
Il Ladro è ora un leader a pieno titolo in grado di comandare una squadra di unità e di ottenere nuove abilità quando sale di livello. Nei precedenti episodi, invece, erano solo agenti in grado di infiltrarsi tra le file nemiche o di avvelenare le truppe dell'avversario.
I leader con cui era possibile reclamare risorse ed estendere il territorio della propria razza (Angelo, Baronessa, Banshee ecc.) sono stati rimossi a favore di speciali Guardiani (diversi a seconda della fazione) che vengono posizionati in speciali "pozzi" nei pressi di miniere o di fonti di mana. La forza dei Guardiani cresce col tempo.
Il sistema di combattimento è completamente diverso rispetto a quello dei precedenti episodi della serie Disciples. Le unità, ad esempio, sono in grado di muoversi sul campo di battaglia o servirsi di particolari posizioni strategiche che aumentano la potenza dei loro attacchi. L'eroe guidato dal giocatore è inoltre altamente personalizzabile, e lo stesso aspetto del personaggio muta a seconda dell'equipaggiamento indossato.

## Espansione
Un'espansione chiamata "Disciples 3: Resurrection of Mortis" è stata messa in commercio nell'ottobre 2011 ed offre al giocatore la possibilità di guidare le Orde dei Non Morti in una nuova campagna composta da sette episodi.

Ne sono state messe in commercio tre diverse versioni, disponibili in inglese e russo: jewel, gift version e gold edition. La prima include unicamente l'espansione; la seconda un manuale a colori di 66 pagine e un puzzle; la terza un artbook e una statuina a forma di scheletro in aggiunta a quanto già presente nella gift version.